# 9 tháng 7
Ngày 9 tháng 7 là ngày thứ 190 (191 trong năm nhuận) trong lịch Gregory. Còn 175 ngày trong năm.

## Sự kiện
- 455 – Tổng tư lệnh quân đội La Mã Avitus lên ngôi hoàng đế Đế quốc Tây La Mã tại Toulouse.
- 869 – Một trận động đất có cường độ 8,6Ms kéo theo sóng thần tấn công khu vực quanh Sendai, Nhật Bản.
- 1762 – Hoàng hậu Ekaterina II được tôn làm Nữ hoàng Nga, chồng của bà là Sa hoàng Pyotr III bị bắt giam do lập trường thân Phổ.
- 1805 – Ottoman ra sắc chỉ chính thức phong Muhammad Ali làm tổng đốc của Ai Cập, triều đại của ông và hậu duệ cai trị Ai Cập cho đến năm 1952.
- 1815 – Charles-Maurice de Talleyrand-Périgord trở thành Thủ tướng Pháp đầu tiên, ông cũng kiêm nhiệm chức vụ Bộ trưởng Bộ ngoại giao.
- 1877 – Giải Vô địch Wimbledon đầu tiên khởi tranh, hiện là giải lâu đời nhất và có uy tín nhất của môn quần vợt.
- 1926 – Thời kỳ quân phiệt: Quốc dân Cách mệnh Quân cử hành hội thề tại Quảng Châu, phát động Chiến tranh Bắc phạt nhằm tiêu diệt Chính phủ Bắc Dương.
- 1940 – Sugihara Chiune bắt đầu phát hành thị thực quá cảnh Nhật Bản cho người tị nạn Do Thái tại Litva.
- 1944 – Chiến tranh thế giới thứ hai: Các lực lượng Hoa Kỳ chiếm đảo Saipan thuộc Quần đảo Mariana từ Nhật Bản.
- 1958 – Một trận lở đất lớn gây ra một cơn sóng thần tại fjord ở Vịnh Lituya, Alaska, Hoa Kỳ. Nó di chuyển với tốc độ hơn 150 km/h với độ cao nhất khoảng 90m. Là cơn sóng thần cao nhất được ghi nhận. Tầm ảnh hưởng có nơi cao đến 524m.
- 1981 – Nintendo phát hành trò chơi Donkey Kong, trong đó có sự ra mắt của Mario, một trong những nhân vật nổi tiếng nhất trong lịch sử video game.
- 2002 – Hội nghị thượng đỉnh lần thứ nhất của Liên minh châu Phi khai mạc tại Durban, Nam Phi.
- 2011 - Nam Sudan tách ra khỏi Sudan và trở thành một quốc gia độc lập sau cuộc Nội chiến Sudan lần thứ hai.

## Sinh
- 1218 - Trần Thái Tông, quân chủ khai quốc nhà Trần (m. 1277)
- 1511 - Dorothea của Saxe-Lauenburg, nữ hoàng Đan Mạch và Na Uy (m. 1571)
- 1577 - Thomas West, đệ tam nam tước De La Warr (m. 1618)
- 1578 - Ferdinand II của Thánh chế La Mã (m. 1637)
- 1654 - Thiên hoàng Reigen của Nhật Bản (m. 1732)
- 1909 - Pavle Đurišić, chỉ huy quân Chetnik Montenegro (m. 1945)
- 1912 - Nguyễn Văn Cừ, Tổng Bí thư Ban Chấp hành trung ương Đảng Cộng sản Đông Dương (m. 1941)

## Mất
- 1850 – Báb, nhà sáng lập người Ba Tư của tôn giáo Bábí (s. 1819)
- 1953 – Nguyễn Thị Năm (Cát Hanh Long)